# Dendrobium bracteosum
Dendrobium bracteosum là một loài lan trong chi Lan hoàng thảo.

## Danh pháp đồng nghĩa
- Dendrobium chrysolabrum Rolfe (1889)
- Dendrobium novae-hiberniae Kraenzl. (1894)
- Dendrobium dixsonii F.M. Bailey (1899)
- Dendrobium dixsonii var. eborinum F.M. Bailey (1899)
- Dendrobium bracteosum var. album Sander (1901)
- Dendrobium bracteosum var. roseum Sander (1901)
- Dendrobium trisaccatum Kraenzl. (1910)
- Dendrobium eitapense Schltr. (1912)
- Dendrobium quadrialatum J.J.Sm. (1922)
- Dendrobium leucochysum Schltr. (1923)
- Pedilonum bracteosum (Rchb.f.) Rauschert (1983)
- Pedilonum eitapense (Schltr.) Rauschert (1983)
- Pedilonum leucochysum (Schltr.) Rauschert (1983)
- Pedilonum quadrialatum (J.J.Sm.) Rauschert (1983)